# Indran Amirthanayagam
Indran Amirthanayagam es un poeta, diplomático, ensayista, músico y traductor nacido en Sri-Lanka y radicado en Estados Unidos, en donde obtuvo la ciudadanía. Autor políglota, ha publicado poemas y ensayos y traducciones en inglés, español, francés, portugués y criollo haitiano.

## Biografía
Amirthanayagam nació en Colombo, Ceylán (hoy Sri Lanka), en 1960. A los ocho años de edad, emigró con su familia a Londres, Inglaterra; cuando tenía 14 años, la familia se desplazó a Honolulu, Hawaii, donde Indran comenzó a escribir. Estudió en la escuela Punahou en Honolulu y jugó en el Honolulu Cricket Club de esa ciudad.
Luego estudió Literatura Inglesa en Haveford College, donde también fue capitán del equipo de cricket durante su último año. Amirthanayagam tiene Maestría en Periodismo por la Universidad de Columbia.
Ha vivido en varios países de Latinoamérica, Asia, Africa y Europa. Su residencia permanente está cerca de Washington, DC, Estados Unidos.
Hoy es diplomático en el Servicio Exterior de Estados Unidos, con base en Washington, DC.

## Actividad
Ha publicado poesía y ensayos en inglés, español, francés, portugués y criollo haitiano.
Entre sus poemarios en español están El infierno de los pájaros (Resistencia, Ciudad de México), El hombre que recoge nidos (Conarte/Resistencia, Ciudad de México), Sol camuflado (Lustra Editores, Lima, 2011), Sin adorno, lirica para tiempos neobarrocos (Universidad Autónoma de Nuevo León, México), Ventana azul (El Tapiz del Unicornio, Ciudad de México), En busca de posada (Editorial Apogeo, Lima, Perú), Paolo 9 (Manofalsa, Lima, Perú). y Lirica a tiempo (Mesa Redonda Editorial y Libreria, Lima, 2020).
Sus poemarios en francés: Aller-Retour Au Bord de la Mer, Il n'est de solitude que l'ile lointaine, y Sur l'ile nostalgique, fueron publicados por Legs Editions y L’Harmattan.
En inglés, ha publicado los siguientes títulos, entre otros: The Splintered Face (Hanging Loose Press,2008), Ceylon R.I.P. (International Centre for Ethnic Studies, Sri Lanka, 2001), Uncivil War ( Tsar/Mawenzi House, 2013), Coconuts On Mars (www.paperwall.in, 2019) y The Migrant States (Hanging Loose Press, New York, 2020)
En criollo haitiano: Pwezi a kat men, escrito con Alex LaGuerre(Editions Delince, Miami, 2017).

## Reconocimientos
1992  Macdowell Colony beca
1993 New York Foundation for the Arts beca en poesía
1994 The Paterson Poetry Prize (Estados Unidos) por The Elephants Of Reckoning
2000 US/Mexico Fund for Culture beca en traducción
2006  Winner Juegos Florales, Guaymas, Sonora, México por el poema “Juárez":
2020 Foundation for the Arts beca en poesía

## Traducciones
Ha traducido al inglés diversos poetas, entre ellos los poetas mexicanos Manuel Ulacia (1953-2001), Natalia Gomez, Jose Eugenio Sanchez, el poeta frances Katia-Sofia Hakim, los poetas espanoles Chema Paz Gago y Beatriz Russo, el poeta boliviano, Ada Zapata Arriaran, el poeta peruano Jorge Ureta Sandoval, el poeta dominicano Natacha Feliz Franco.. Sus traducciones de Ulacia se pueden leer aqui "Supper", "Arabian Knight", "In the Ritz at Meknes", "Party in a Tangiers Garden", "In the Little Port".